# Anna Sawai
Anna Sawai (ur. 11 czerwca 1992 w Wellington) – japońska aktorka i piosenkarka, zdobywczyni nagród Primetime Emmy, Złotego Globu i Gildii Aktorów Ekranowych za rolę Mariko Toda w serialu Szōgun (2024).

## Życiorys
Jest córką pracownika firmy produkującej sprzęt elektroniczny i nauczycielki gry na fortepianie. Z powodu obowiązków zawodowych ojca w dzieciństwie mieszkała w Nowej Zelandii, Hongkongu i na Filipinach. Studiowała na katolickim Sophia University w Tokio.
W 2004 debiutowała w tytułowej roli w inscenizacji musicalu Annie w Tokio, która była transmitowana przez Nippon TV. Od 2006 za jej karierę odpowiada menedżment Avex, Inc. W 2007 wystąpiła w japońskim serialu telewizyjnym Our Love Song!, a w 2009 – w amerykańskim filmie Ninja zabójca. W 2012 wykonała hymn USA podczas inauguracji sezonu Major League Baseball w Tokyo Dome. W tym samym roku wystąpiła na jedynym singlu wydanym przez girlsband ARA (Avex Rising Angels) – Make My Dreams Come True. Rok później została główną wokalistką żeńskiej grupy wokalnej Faky, z której odeszła w 2018. Nagrała z nią trzy EP. W 2015 zagrała w teledysku do piosenki finalisty American Idol Elliota Yammina Katy. Dwa lata później użyczyła głosu postaci w grze komputerowej Style Savvy: Styling Star i nagrała promującą ją piosenkę Girls Be Ambitious.
W okresie występów w Faky Sawai zagrała niewielką rolę w japońskim młodzieżowym serialu Colors (2018). W październiku 2019 w BBC Two miała miejsce premiera serialu Giri/Haji, w którym wcieliła się w postać Eiko, córki bossa Yakuzy. W tym samym roku można było ją zobaczyć w roli uprawiającej sztuki walki Elle Lue w filmie Szybcy i wściekli 9. Od 2022 występuje w głównej roli Naomi w serialu historycznym Apple TV+ Pachinko opartym na powieści amerykańskiej pisarki koreańskiego pochodzenia Min Jin Lee (przy czym Naomi jest postacią stworzoną na potrzeby adaptacji). Za występ w nim otrzymała nagrodę Independent Spirit Awards w kategorii "najlepszy zespół aktorski". W listopadzie 2023 miała miejsce premiera serialu Monarch: dziedzictwo potworów będącego spin-offem filmu Godzilla. Odgrywa w nim główną rolę Cate Randa.
Od lutego 2024 Sawai wcielała się w postać Lady Mariko w miniserialu Szōgun według powieści Jamesa Clavella. Zebrała za tę rolę wiele pozytywnych recenzji oraz otrzymała następujące wyróżnienia: jako pierwsza artystka azjatyckiego pochodzenia – Primetime Emmy dla najlepszej aktorki pierwszoplanowej w serialu dramatycznym, Złoty Glob i nagrodę Gildii Aktorów Ekranowych dla najlepszej aktorki pierwszoplanowej w serialu dramatycznym oraz nagrodę Stowarzyszenia Krytyków Telewizyjnych (Television Critics Association Award) za indywidualny występ w serialu dramatycznym.
Jest ambasadorką domu mody Dior (od lutego 2025) i marki biżuterii Cartier (od września 2024). W 2024 pismo Women’s Wear Daily przyznało jej jako pierwszej w swojej historii nagrodę za najlepszy styl dla modowej debiutantki. W 2025 została jedną z Kobiet Roku Time.

## Filmografia

### Filmy
| 2009 | Ninja zabójca | Kiriko   |
| 2021 | F9            | Elle Lue |

### Telewizja
| Rok  | Tytuł                         | Rola                              | Uwagi                    |
| ---- | ----------------------------- | --------------------------------- | ------------------------ |
| 2007 | Our Love Song!                | Natsu                             | 1 odcinek                |
| 2018 | COLORs                        | oskarżycielka ze stacji kolejowej | 2 odcinki                |
| 2019 | Giri/Haji                     | Eiko Fukuhara                     | 6 odcinków, główna rola  |
| 2022 | Pachinko                      | Naomi                             | 11 odcinków, główna rola |
| 2023 | Monarch: dziedzictwo potworów | Cate Randa                        | 10 odcinków, główna rola |
| 2024 | Szōgun                        | Mariko Toda                       | 10 odcinków, główna rola |